# ستيفن هولدن دون
ستيفن هولدن دون (بالإنجليزية: Stephen Holden Doane)‏ هو عسكري أمريكي، ولد في 13 أكتوبر 1947 في بيفرلي في الولايات المتحدة، وتوفي في 25 مارس 1969 في فيتنام الجنوبية.